# Dominika Schulz
Pour les articles homonymes, voir Schulz.
Dominika Schulz (née Kuczyńska le 16 octobre 1981 à Varsovie) est une ancienne joueuse de volley-ball polonaise. Elle mesure 1,96 m et jouait au poste de centrale. 

## Clubs
| Club                    | De        | À         |
| ----------------------- | --------- | --------- |
| Skra Varsovie           | 1995-1996 | 1997-1998 |
| AZS Środowisko Varsovie | 1998-1999 | 1999-2000 |
| Nike Węgrów             | 2000-2001 | 2000-2001 |
| Energa Gedania Gdańsk   | 2001-2002 | 2006-2007 |
| Pałac Bydgoszcz         | 2007-2008 | 2009-2010 |
| AZS Białystok           | 2010-2011 | 2011-2012 |
| Pałac Bydgoszcz         | 2012-2013 | 2012-2013 |